# Шурма, Игорь Михайлович
Игорь Михайлович Шурма (укр. Ігор Михайлович Шурма; род. 26 сентября 1958, Львов) — украинский политик и государственный деятель.

## Биография

### Учёба и первые годы трудовой деятельности
Родился 26 сентября 1958 в г. Львове в семье служащего. В 1975—1976 гг. работал фрезеровщиком на Львовском заводе электроизмерительных приборов. В 1980—1982 гг. был санитаром станции скорой помощи Львовской городской клинической больницы. В 1982 г. окончил Львовский государственный медицинский институт, в первые годы после окончания работал врачом по гигиене питания районной СЭС, затем являлся старшим лаборантом кафедры фармхимии Львовского медицинского института. С 1986 по 1995 гг. занимал должность уполномоченного врача Львовского областного комитета профсоюза работников охраны здоровья, затем заведовал отделом областного предприятия «Медтехника». В 1996—1998 гг. был директором ООО «Декада-Львов», в 1998—2001 гг. занимал должность начальника отдела планирования, учёта и подготовки кадров Львовского областного управления охраны здоровья. С 1999 г. начал собственную политическую карьеру.

### Общественная и политическая деятельность
В 1999 г. Игорь Шурма вступил в Социал-демократическую партию Украины (объединенную). В 2000 г. избран членом Политсовета СДПУ(о). В 2001—2003 гг. — секретарь Львовского обкома СДПУ(о). В 2003 г. был избран народным депутатом Украины IV созыва, член правящей фракции СДПУ(о) в Верховной Раде Украины. Работал в комитете Верховной Рады по вопросам охраны здоровья, материнства и детства. В период президентских выборов осени 2004 г. и последовавшего за ними политического кризиса занял активную гражданскую позицию, поддерживал В. Януковича, благодаря чему стал известен широкой аудитории. В 2005—2006 г. вел заметную политическую деятельность, критикуя правительство В.Ющенко. С апреля 2006 г. после поражения оппозиционного блока «Не так!», созданного на базе партии СДПУ(о) на парламентских выборах 2006 г. отошёл от политики и переехал в Харьков, где начал работать в городском совете.

### Государственная служба
С апреля 2006 г. Шурма является советником городского головы Харькова Михаила Добкина. С сентября 2006 г. работает заместителем городского головы и директором Департамента здравоохранения и социальных вопросов. Игорь Шурма продолжил заниматься политической деятельностью на республиканском уровне. В июне 2007 г. он был назначен руководителем избирательного штаба Партии регионов по правовым вопросам. С августа 2007 г. занимает пост первого заместителя председателя СДПУ(о) Юрия Загороднего.
13 апреля 2010 года утвержден в должности заместителя председателя Харьковской областной государственной администрации по социальным вопросам. Уволен с занимаемой должности в 2013 г.

### После Евромайдана
В 2014 году был избран народным депутатом Верховной рады Украины VIII созыва, принёс присягу 27 ноября 2014 года. Являлся депутатом до 29 августа 2019 года..
25 декабря 2018 года включён в санкционный список России.